# Norton Manx
La Norton Manx (también denominada Manx Norton) es una motocicleta de competición británica fabricada entre 1947 y 1962 por Norton Motors Ltd. La marca había disputado todas las carreras del TT de la Isla de Man desde el evento inaugural de 1907 hasta la década de 1970, una hazaña sin igual entre el resto de fabricantes, y el desarrollo y perfeccionamiento de la motocicleta de carreras Manx se convirtió en una manera de conmemorar este logro en la famosa carrera. 

## Historia
Norton utilizó por primera vez el nombre de 'Manx' en el modelo del 'Gran Premio de Man' (Manx Grand Prix) disponible entre 1936 y 1940, una versión especial de carreras de su roadster 'Internacional', con horquillas telescópicas y una suspensión trasera de émbolo, cárteres y carcasas de magnesio, y sin iluminación. Justo después de la Segunda Guerra Mundial se recortó el nombre de la moto, y Norton nombró a su modelo de carreras de 1947 simplemente 'Manx'. Era una Norton International de competición de preguerra ligeramente rediseñada, una máquina monocilíndrica con un árbol de levas sencillo superior, disponible con motor de 350 cc o de 500 cc. Las motos de competición de fábrica de Norton bajo el director del equipo Joe Craig, eran modelos experimentales, y versiones de algunas de estas máquinas estaban a la venta en la fábrica en Bracebridge Street para clientes seleccionados. Equipada en la temporada de 1950 con el bastidor Featherbed diseñado por los hermanos McCandless, la Manx renació como moto de carreras gracias al nuevo cuadro, que proporcionaba a la moto la dirección fina necesaria para las altas velocidades de algunos circuitos de carreras muy rápidos de la época. 
Las últimas Manx fabricadas en Bracebridge Street (la sede original de Norton) se vendieron en 1963. A pesar de que la firma se retiró de las carreras del Gran Premio Internacional en 1954, la Manx se había convertido en la columna vertebral de las carreras privadas. Desde la década de 1970 en adelante, el movimiento Classic Motorcycle Racing  ha visto un número relativamente grande de Manx regresar a las pistas, y ha surgido un floreciente suministro de piezas y servicios en todo el mundo para satisfacer esta demanda. 
Todavía se pueden comprar en varios proveedores de todo el mundo nuevos ejemplares de la Manx Norton, construidos con diversas especificaciones y adaptados a las categorías y definiciones de Motocicletas Clásicas de Carreras de distintos países. 

## Desarrollo

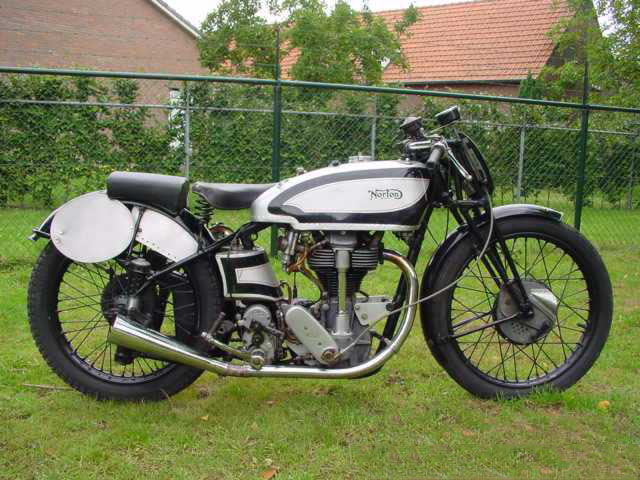
Norton International de 1937: el nombre Manx no apareció hasta después de la Segunda Guerra Mundial

La Norton Manx fue desarrollada por el ingeniero del equipo de carreras de Norton, Joe Craig, para ganar el TT de la Isla de Man en la competición internacional de la categoría de motores con árbol de levas simple. La configuración de árbol de levas doble se desarrolló en 1937 y después de muchos problemas se perfeccionó un año después. El diseño de la Manx fue retrasado por el estallido de la Segunda Guerra Mundial, pero resurgió para el Gran Premio de Man de 1946. La motocicleta se actualizó con nuevas horquillas telescópicas y en 1948 se le añadieron dos frenos de zapata delanteros. En 1950, se desarrolló el innovador bastidor Featherbed, que le proporcionó a la Manx una ventaja significativa a través de un centro de gravedad bajo y una distancia entre ejes corta que se adaptaba perfectamente al desafiante circuito del Tourist Trophy de la isla de Man. El bastidor tubular totalmente soldado era liviano y elegante, sin las placas de ensamblaje habituales que agregaban un peso innecesario. En 1950, las Manx con este bastidor coparon los seis primeros lugares en el TT. El motor de la Manx fue rediseñado en 1953 con una carrera mucho más corta de 86 x 85,6 milímetros (3,4 x 3,4 plg) para ampliar el rango de revoluciones. 
El aspecto más destacado de la actualización efectuada en 1954 a la Manx fue disponer el motor con el cilindro montado horizontalmente, con el fin de obtener un centro de gravedad mucho más bajo (en la línea de las Moto Guzzi y Benelli). Sin embargo, una disminución en las ventas a mediados de la década de 1950 llevó a varios fabricantes a retirarse de las carreras de GP en 1954, y Norton hizo lo mismo. El modelo para aquella temporada, la Norton Tipo F Manx, todavía existe, y se muestra restaurada (tal como debería haber sido) en la Colección del Museo Sammy Millers. Con la retirada de Norton de las carreras, Joe Craig decidió finalizar sus más de 25 años de optimizar la potencia y la fiabilidad de sus máquinas Cammy de un solo cilindro. La moto obtuvo varias victorias en la Bol d'Or entre 1958 y 1971. 

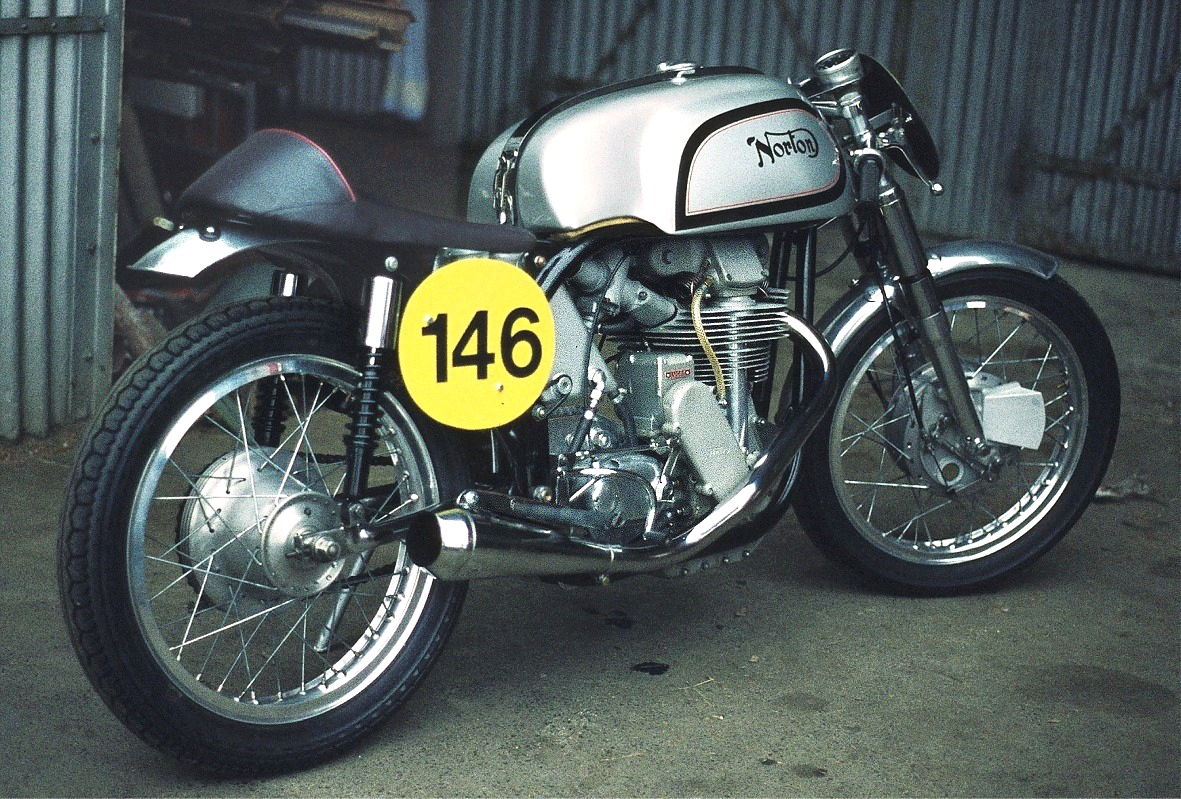
Norton Manx

## Norton Manx MX de Les Archer
El piloto británico Les Archer, Jr. trabajó con el especialista en bastidores Ron Hankins y el preparador de motores Ray Petty para desarrollar una Norton Manx para las competiciones de motocross. El motor de carreras de carretera de la Norton Manx (de doble árbol de levas y carrera corta) se instaló en un bastidor Hankins y se completó con un depósito de aluminio y ejes de titanio. La anterior Manx MX tuvo éxito, ganando en 1956 el Campeonato Europeo de Motocross de la FIM en la categoría de 500 cc, pero la máquina actualizada después de 1962 ya no pudo competir con las emergentes motocicletas conmotor de dos tiempos de mediados de los años sesenta.

## Carreras de coches
Las Manx Norton también jugaron un papel importante en el desarrollo de las carreras de coches de la posguerra. A finales de 1950, las normas nacionales inglesas de la categoría de 500 cc fueron incorporadas al reglamento de la nueva Fórmula 3. El motor JAP Speedway había dominado la categoría inicialmente, pero el Manx era capaz de producir una potencia significativamente mayor y se convirtió en el motor de referencia. Se compraron muchas motocicletas completas para quitarles el motor de 500 cc y utilizarse en competiciones de automovilismo, ya que Norton no vendía motores separados. Los chasis de las Manx sobrantes y se combinaban con motores Triumph bicilíndricos de 500 cc, dando origen a las "Cafe Racer" Triton.[cita requerida]

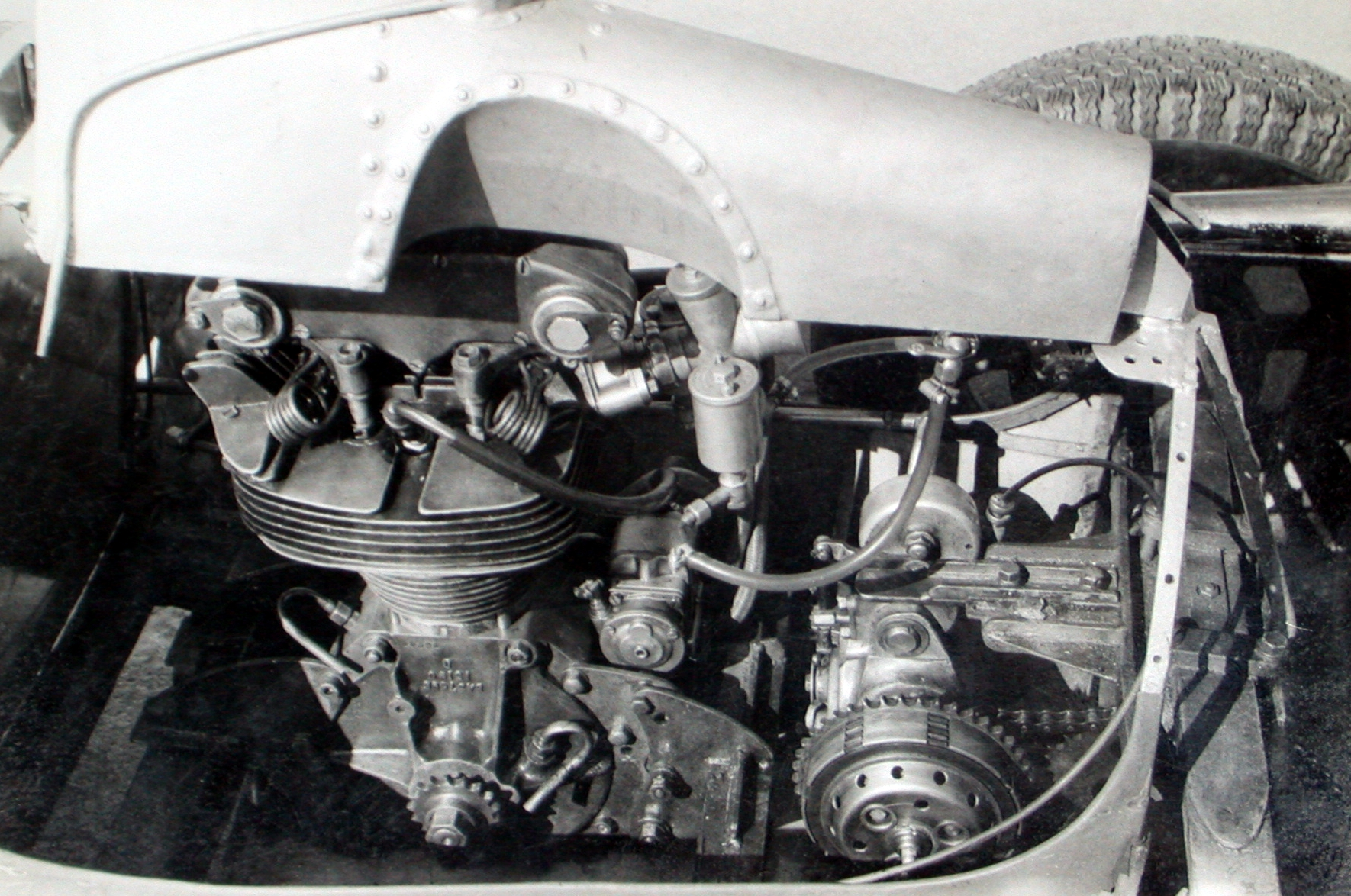
Motor Norton Manx en un coche de competición Cooper

## Cese de la producción
1962 fue el último año completo de la producción de la Norton Manx. En julio, AMC anunció la transferencia de producción de Bracebridge Street a Woolwich en Londres. Cuarenta y dos Manx Norton se produjeron entre noviembre de 1962 y enero de 1963. En 1966, Colin Seeley compró lo que quedaba de repuestos y herramientas, que finalmente vendió a John Tickle en 1969. Godfrey Nash pilotó una Norton Manx para adjudicarse la victoria en el Gran Premio de Yugoslavia de1969 en el Circuito de Opatija. Esta sería la última vez que una motocicleta monocilíndrica ganó una carrera de Gran Premio en la categoría de 500 cc.
John Tickle asumió la denominación Manx cuando Norton dejó de producir estas motos, y adquirió una gran cantidad de repuestos. También fabricó motos de competición completas, llamadas Manx T5 (500) y T3 (350). Ambas utilizaron los motores Manx de carrera corta con un cuadro diseñado por Tickle, pero no pudo competir contra las motos japonesas, y vendió sus acciones y los derechos a finales de la década de 1970 a Unity Equipe, un negocio minorista de repuestos en Rochdale, Reino Unido.
Los derechos de fabricación pasaron en 1994 a Andy Molnar, un ingeniero con sede en Preston, Reino Unido, que primero produjo piezas fieles a los diseños originales de 1961, luego motores y finalmente máquinas completas llamadas Molnar Manx. También está disponible una versión de carretera desarrollada conjuntamente con el expiloto Steve Tonkin (la Tonkin Tornado), equipada con alternador y especificaciones de motor 'más suaves'. Su precio base era de 34.000 libras en 2013.